# ブラック・ホーネット・ナノ

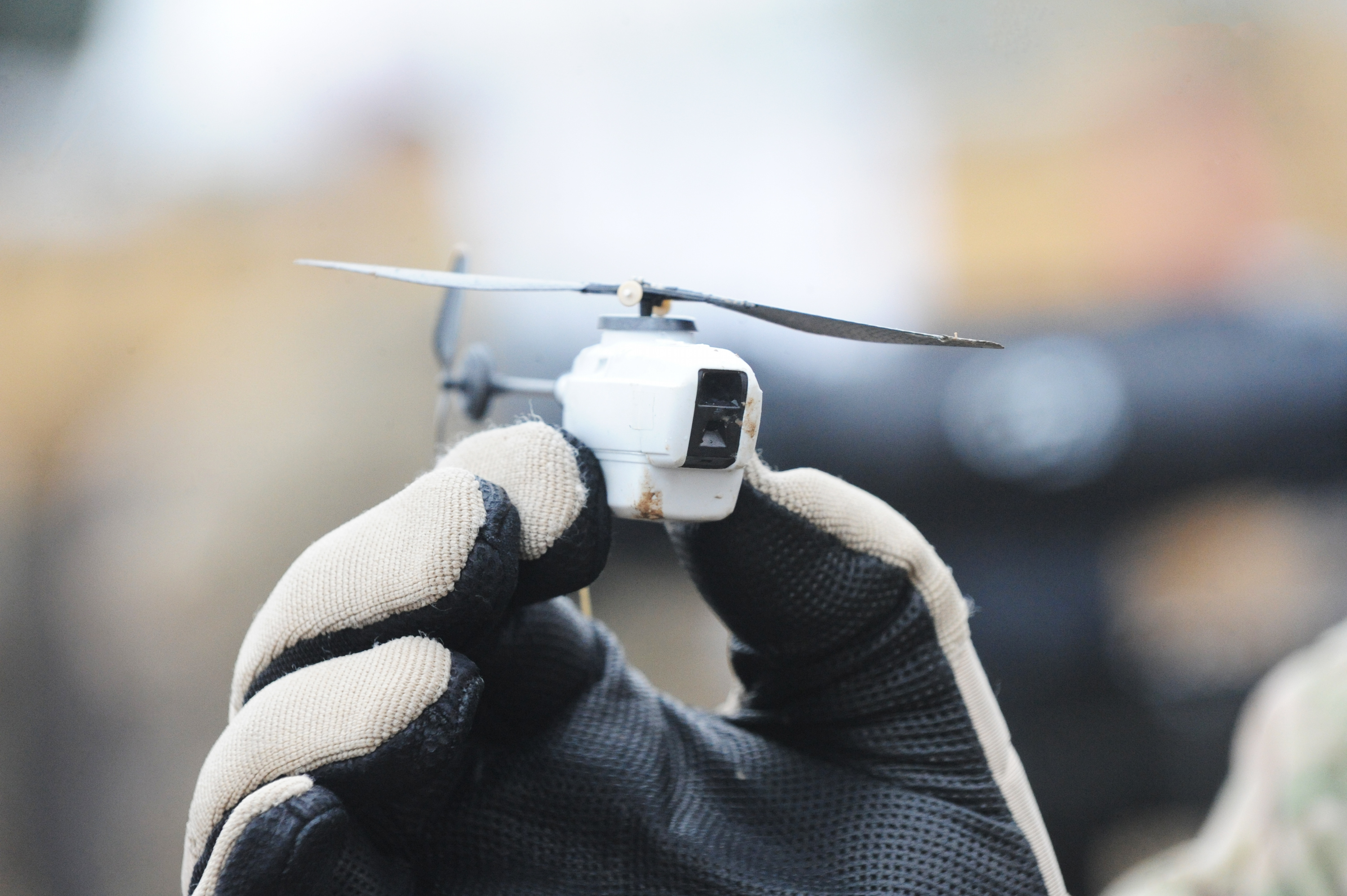
ブラック・ホーネット・ナノ・ヘリコプター無人航空機（UAV）。

ブラック・ホーネット・ナノ（英語: Black Hornet Nano）は、ノルウェーのプロキシダイナミクスによって開発され、米国、フランス、英国、ドイツ、オーストラリア、トルコ、ノルウェー、オランダ、ポーランド、ニュージーランド、インドの軍隊によって使用されている軍用マイクロ無人航空機（UAV）である。
ユニットサイズは約10×2.5 cm（4×1 in）、そして地上の軍隊に地域の状況認識を提供する。それらは片手に収まるほど小さく、重さは0.5オンス強（18 g、バッテリーを含む）。
UAVにはカメラが装備されており、オペレーターにフルモーションのビデオと静止画像を提供する。これらは、マールボロ・コミュニケーションズとの160ユニット、2,000万ポンドの契約の一部として開発された。
オペレーターは、わずか20分でブラック・ホーネットを操作するように訓練することができる。航空機には3台のカメラがあり、1つは前方を向いて、もう1つは真下を向いて、もう1つは45度で下を向いている。ブラック・ホーネット・パッケージには2機のヘリコプターが含まれており、ホバリング時間と同じ20〜25分で90％の充電に達するため、一方を再充電する必要がある場合、もう一方は飛行する準備ができている。最高速度は13 mph (21 km/h) 。
2014年10月、プロキシダイナミックスは、暗視機能を備えたPD-100 ブラック・ホーネットのバージョンを発表した。このバージョンには、長波赤外線センサーと昼間ビデオセンサーの両方が搭載されており、デジタルデータリンクを介してビデオストリームまたは高解像度の静止画像を。1 mi (1.6 km)範囲で送信できるこれまでに3,000機以上のブラック・ホーネットが届けられた。

## 運用履歴

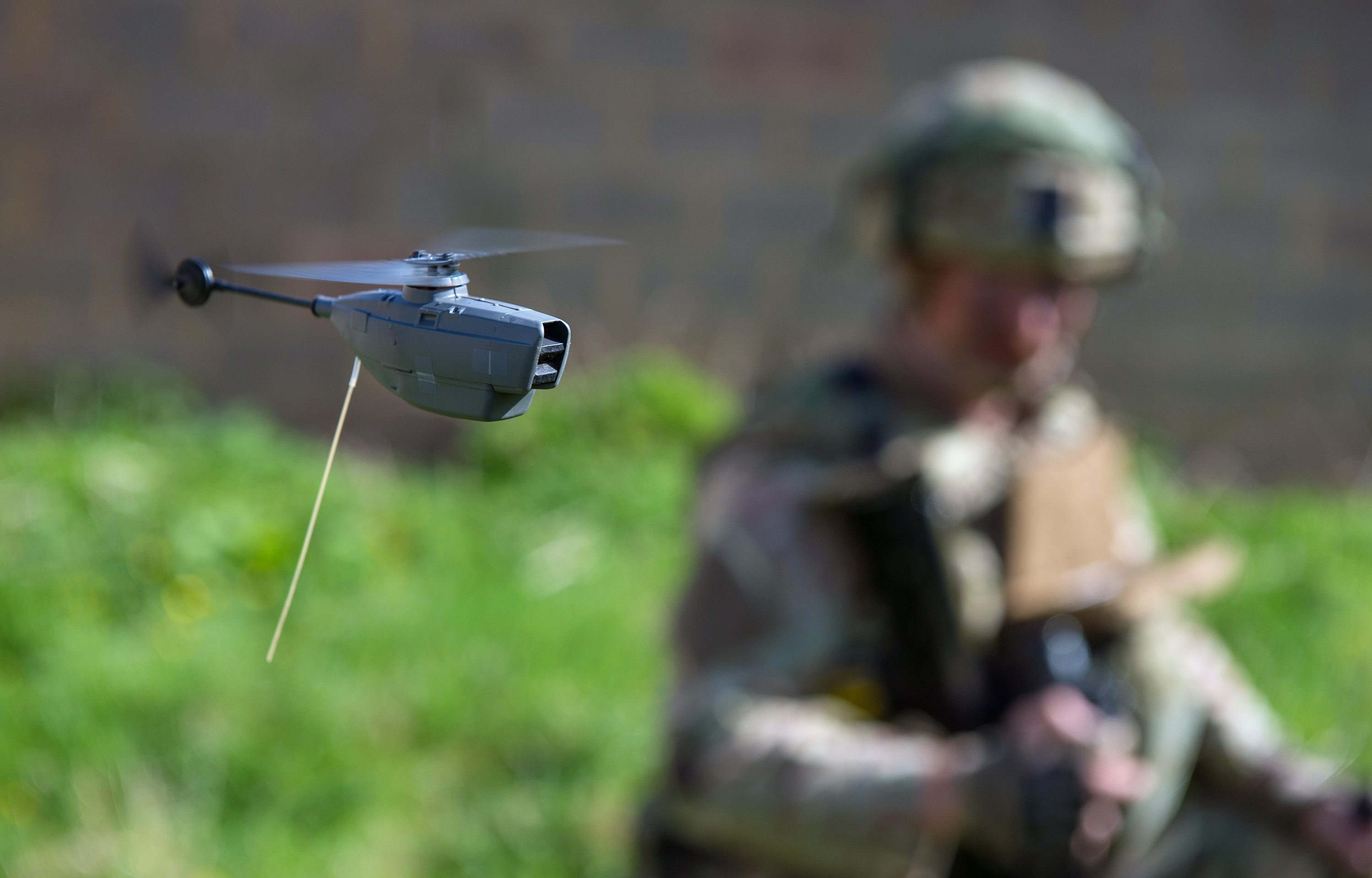
飛行中、アンテナを示す

この航空機は、アフガニスタンのキャンプバスティオンにある英国の旅団偵察部隊の兵士によって使用されていた。アフガニスタンのヘリック作戦要員は、最前線からブラックホーネットを配備して敵の領土に飛び込み、オペレーターに戻る前にビデオと静止画像を撮影を行う。2016年/2017年にサービスを終了した。
アフガニスタンの泥だらけの灰色の壁に溶け込むように設計されており、静かな電気モーターで20分間飛行できるため、角や壁などの障害物を見て、隠れた危険や敵の位置を特定するために使用され、ブラック・ホーネットは、デジタルデータリンクとGPSでオペレーターに接続される。画像は、オペレーターがUAVを制御するために使用できる小さなハンドヘルド端末に表示される。ブラック・ホーネットは、ドローン自体にデータを保存しないため、送信されたデータを保存するユーティリティベルトにストラップで固定できる小さなボックスから起動し、キャプチャする利点がある。オペレーターは、UAVを操縦したり、UAVが飛行するためのウェイポイントの設定も可能である。
2013年10月25日の時点で、イギリス陸軍は324個のホーネット・ナノを使用していた。
2014年7月、米国陸軍ネイティック兵研究開発エンジニアリングセンター（NSRDEC）は、カーゴポケットインテリジェンス、監視、および偵察（CP- ISR）プログラム。データリンクの再構成、暗視機能の提供、ナビゲーション機能の改善など、米陸軍の役割にはさらなる改良が必要であると結論付けた。ブラック・ホーネットは2015年3月初旬のイベントで米軍にテストされ、プロキシダイナミクスは2015年6月に特殊部隊テスト用にアップグレードされた機能を備えたPD-100を提供した。2015年までに、ブラック・ホーネットは米国海兵隊の特殊作戦チームと共に配備された。陸軍はソルジャーボーンセンサー（Soldier Borne Sensors（SBS））プログラムを通じて個々の分隊が使用するミニドローンを求めているが、個別に製造されたブラック・ホーネットは大規模な展開には高すぎると見なされて、ユニットのコストは195,000米ドルにもなる。

## ユーザー
2016年9月までに、PD-100ブラックホーネットは19のNATO同盟国の軍隊によって使用されていた。
- アメリカ合衆国：アメリカ海兵隊[6]、リー郡保安官事務所、アメリカ陸軍騎兵スカウト
- イギリス：イギリス陸軍[9]、ヘリック作戦後、2016年に退役。 [19] 2019年4月に防衛装備および支援プログラムを通じて、旅団レベルの無人偵察のために陸軍司令部によって特定された能力ギャップの研究開発のために再導入[20]。
- インド：国家保安警備隊[1]
- オーストラリア：オーストラリア陸軍[21]
- オランダ：オランダ軍[22]
- スペイン: スペイン軍[1]
- ドイツ：ドイツ軍[23]
- トルコ: トルコ陸軍、特殊部隊司令部、ジャンダルマ総司令部[24][25][26]
- ニュージーランド：ニュージーランド特殊空挺部隊
- ノルウェー：ノルウェー軍[27]
- フランス: 特殊作戦司令部[28]